# Javier Busto
Javier Busto Sagrado es un compositor español nacido en Fuenterrabía, Guipúzcoa (País Vasco), el 13 de noviembre de 1949.
Muchas de sus composiciones han sido premiadas en Europa, además de ser reconocidas e interpretadas en 5 continentes. Ha compuesto más de 300 obras, preferentemente música coral, durante su trayectoria artística.

## Biografía
Licenciado en Medicina y Cirugía por la Universidad de Valladolid y de formación musical autodidacta, comienza su actividad coral animado por el maestro Erwin List. Ha sido director del Coro Ederki en Valladolid, formado por estudiantes vascos (1971-1976); fundador y director del Coro Eskifaia en Fuenterrabía (1978-1994); fundador y director del coro Kanta Cantemus Korua (1995-2007) y de Aquam Lauda Korua (2014-2024). Sus obras como compositor se editan en el País Vasco, Alemania, Estados Unidos, Francia, Japón, Reino Unido y Suecia. Ha sido invitado como director y jurado a diferentes festivales y concursos en Alemania, Argentina, Bélgica, Canadá, Costa Rica, Eslovenia,  España, Estados Unidos, Francia, Hungría, Italia, Japón, México, Noruega, Singapur, Suecia, Turquía y Venezuela.
En 2004 se hizo con el Premio de Composición de Habaneras Manuel Parada, por su habanera “A tu lado” sobre un poema del torrevejense Matías Antón Mena. Dicho premio lo otorga el Patronato Municipal de Habaneras de Torrevieja a los concursantes que se presenten y la obra ganadora se convierte en la obligada en la siguiente edición del Certamen Internacional de Habaneras y Polifonía de Torrevieja. “A tu lado” fue habanera obligada en la edición del 50 Aniversario, celebrada en 2004. 

## Premios y reconocimientos
- 1999: Insignia de oro de su ciudad natal.[11]
- 2004: Premio de Composición de Habaneras  Manuel Parada, otorgado por el Patronato Municipal de Habaneras de Torrevieja. [8][9][10]
- 2012: Premio Orfeón Donostiarra.[11]